# Dynaco Mark III

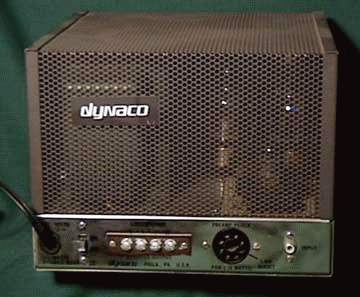
Dynaco Mark III Monophonic Power Amplifier. Här ser man från vänster: nätsladden, strömbrytaren, högtalarens skruvplintsanslutning, spänningsmatningen till förförstärkaren (det runda) och förstegets RCA-anslutning (vit).

Dynaco Mark III Monophonic Power Amplifier är ett klassiskt rörslutsteg från Dynaco som efterliknats och modifierats av många. 
Det är en rörförstärkare som, när den presenterades 1956, med sina 60 Watt var bland det kraftfullaste som marknaden kunde erbjuda.
Det är idag ett samlarobjekt för audiofiler och samlare och det är ganska vanligt att de modifieras.
Slutsteget kunde köpas som byggsats eller färdigbyggd från fabrik. De fabriksbyggda har en etikett med serienummer, om den inte ramlat bort. 3:e siffran i det numret står för tillverkningsåret. Exempelvis kan 3 stå för 1963 eller 1973, 9 kan stå för 1959 eller 1969. För att datera lite närmare finns det koder på bias-potentiometern och på kondensatorer.
(Modellen kan även vara benämnd "Mk III", "Mk 3", "Mark 3".)